# Wilhelmshaven
Wilhelmshaven o en baix-alemany Willemshaven i en frisó oriental Wülmshoawen  és una ciutat sense districte a la vora del Mar del Nord al nord de l'estat de Baixa Saxònia. A finals del 2015 tenia 75.995 habitants. S'emplaça a la península de Frísia oriental i des del 2006 pertany a la regió metropolitana Bremen/Oldenburg. És travessat pel canal Ems-Jade i pel riu Maade que desemboca a la badia del Jade. Avui és el principal port petrolier i un dels principals ports militars d'Alemanya.

## Història

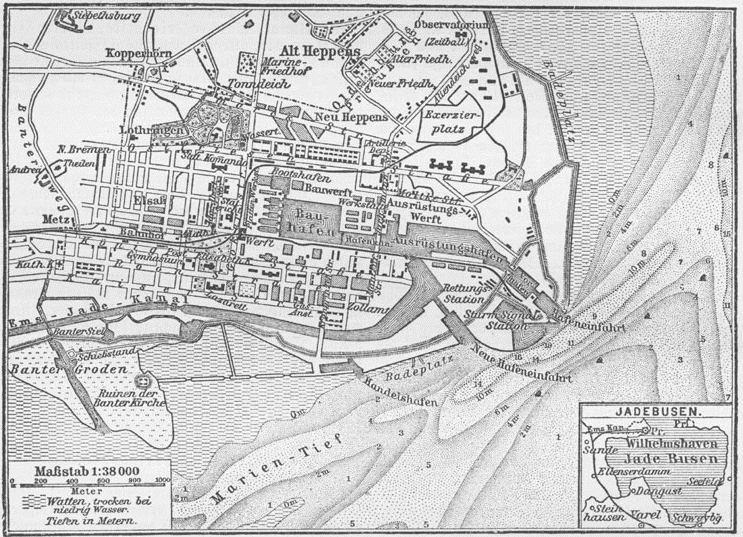
Mapa del 1888

La ciutat es va crear des del 1853 quan Prússia va comprar una zona de 313 hectàrees al Gran Ducat d'Oldenburg al marge de la badia del Jade per construir-hi el seu primer port militar amb accés la mar del Nord. L'obra va començar el 1856 i es va allargar uns deu anys. L'acord de compravenda amb Oldenburg estipulava que l'assentament de persones civil era estrictament limitat a persones ocupades per la construcció del port i l'abastament de les naus: es va crear un petit barri amb un pla hipodàmic i per al resta les casernes i el port, segons un pla meticulós. Al nord de la zona prussiana enllà de la frontera amb Oldenburg es va crear un assentament «Neu Heppen» amb un pla més caòtic i d'urbanisme espontani, on van instal·lar-se totes les persones que segons l'acord, no tenien l'autorització de viure al Wilhelmsburg prussià, com molts taverners i botiguers al servei dels obrers del port i dels mariners. El port va ser inaugurat el 17 de juny del 1869 i aleshores es va optar per al nom Wilhelmshaven, en honor del rei Guillem I de Prússia. Ans al contrari de la voluntat de l'administració de Berlín però amb l'acord de Guillem I, es va triar el sufix -haven (amb v, del baix alemany per port) i no -hafen com en alemany.

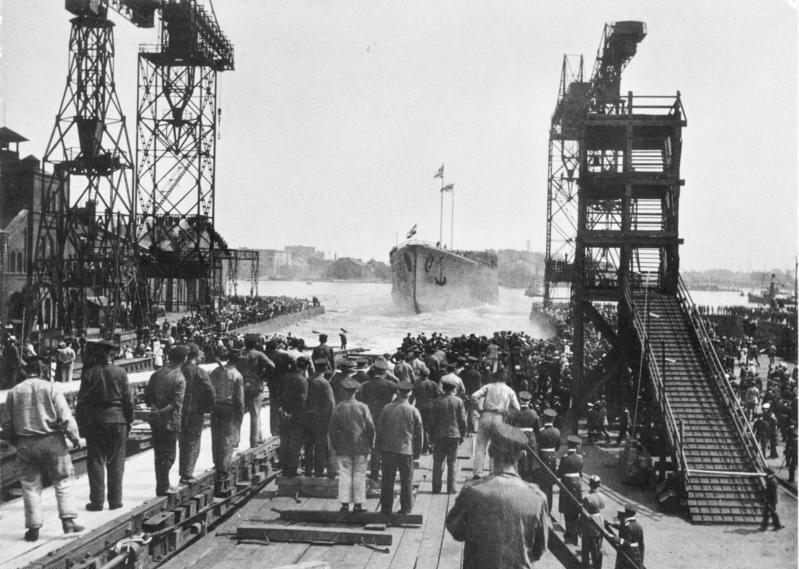
Avarament del SMS Hindenburg el 1915

El 1873 va rebre drets de ciutat. A poc a poc el port es va eixamplar i es va integrar el Canal Ems-Jade a les instal·lacions portuàries. La població va créixer ràpidament, però per la superfície limitada de la zona prussiana, principalment es va instal·lar fora de l'enclavament. Des de Wilhelmshaven, la marina va contribuir a la conquesta de les colònies imperials a Àfrica. Les drassanes per la construcció de vaixells militars van accelerar la industrialització. Una part de la plana de marea del mar de Wadden fou assecada per a l'expansió del port. Després de la desfeta alemanya a la Primera Guerra Mundial, un projecte d'establir indústria civil i una flota pesquera fracassà, i a la postguerra l'atur augmentà molt. Aleshores també es va desenvolupar el turisme sota el lema «la ciutat verda al mar» amb hotels, vil·les i platja, amb més èxit.

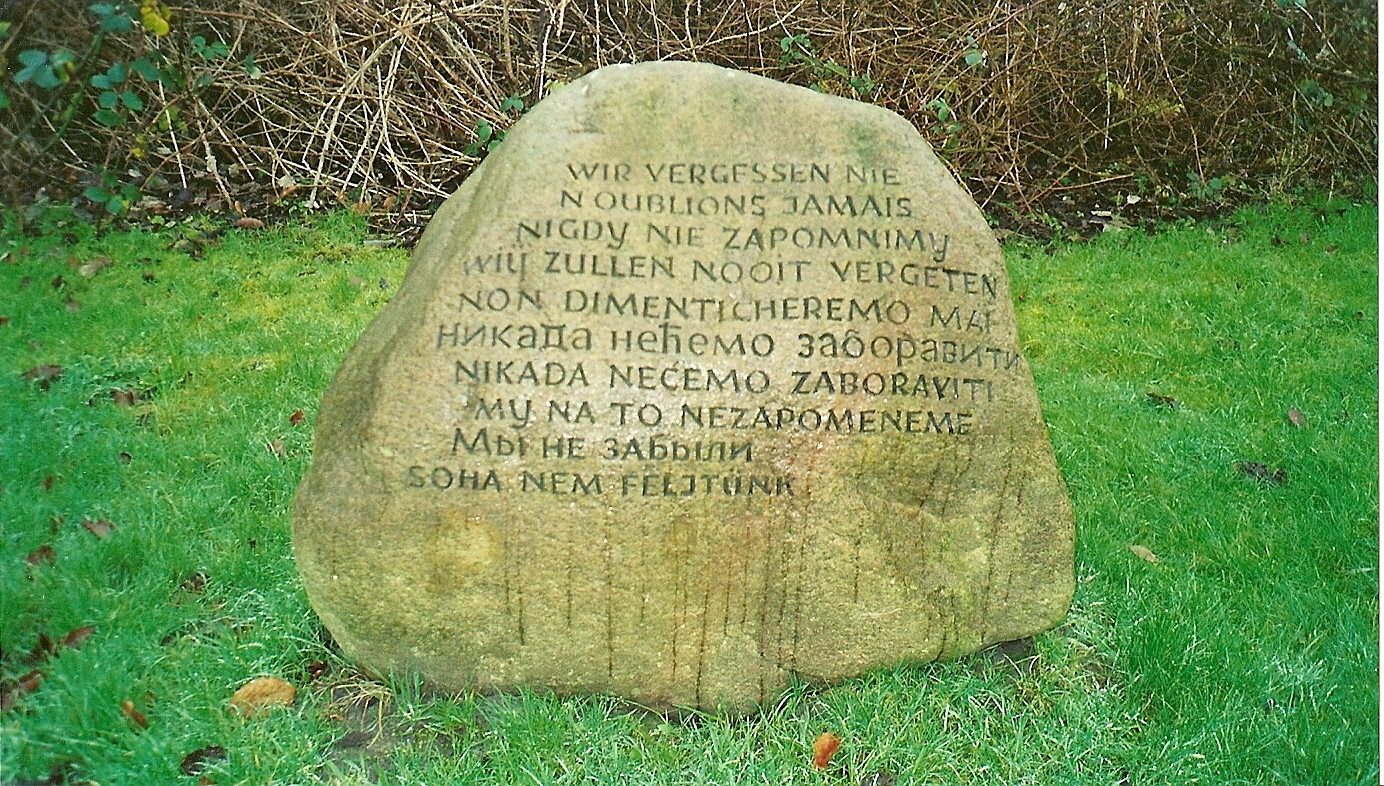
Pedra commemorativa al lloc del Camp de concentració de l'Alter Banter Weg

Després de la machtergreifung el 1933 el govern nazi va investir molt en l'indústria de guerra. El 1937 amb la llei de l'àrea metropolitana d'Hamburg, Wilhelmshaven va haver de fusionar am la ciutat veïna de Rüstringen i es va suprimir l'estat d'Oldenburg. Important centre militar, la ciutat i el port van ser el blanc de bombardejos per la RAF des del 1939. El 1944 s'hi va instal·lar una extensió del camp de concentració de Neuengamme, el camp Alter Banter Weg. Els presoners principalment francesos havien de treballar a la drassana militar i per retirar la runa de la ciutat. Dels 1125 homes, l'administració militar va registrar 234 morts, però s'estima el total fins a 700 víctimes de les males condicions: dies de 12 hores de treball, càstigs corporals i malnutrició. La majoria va morir a les marxes de la mort a la fi de la guerra quan el camp va ser evacuat per la SS.

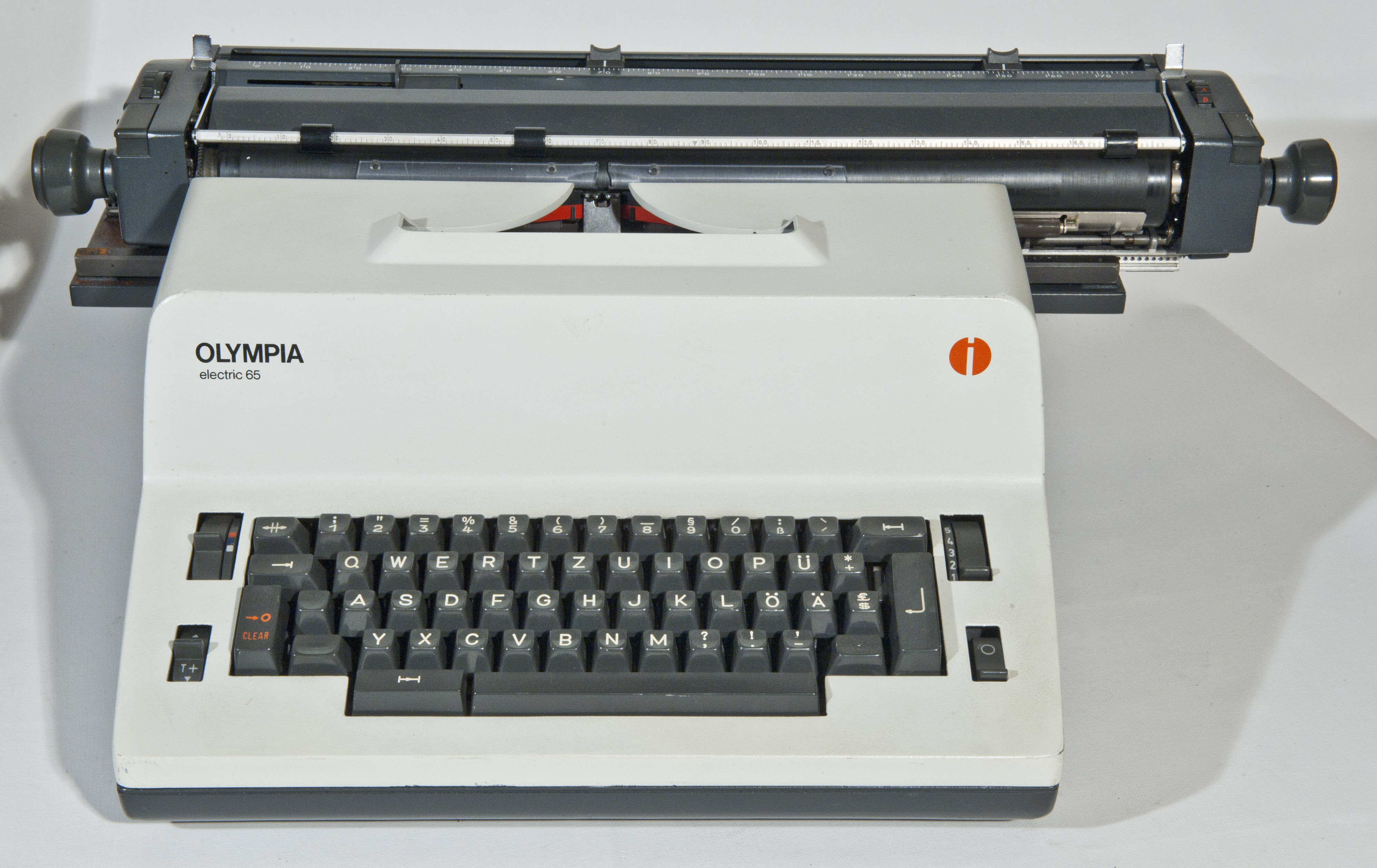
Màquina d'escriure «Olympia»

A la fi de la guerra, menys de 40% dels edificis romanien dempeus. La ciutat formà part de la zona d'ocupació britànica. Primer es pensava desmantellar tota la ciutat i el port, però finalment els britànics van limitar-se al desmuntatge o destrucció de les instal·lacions portuàries i les drassanes militars. Al postguerra l'atur va atènyer quasi una quarta part de la població activa. De mica en mica, noves activitats (escoles, instituts de recerca, fabricació de cotxes...) milloraren la situació. El 1956 Alemanya va poder tornar a tenir exèrcit i Wilhelmshaven va reconstruir el seu port militar, que va ser inaugurat el 9 d'agost del 1968. El 1958 es va estrenar el port petrolier i l'oleoducte que el connecta amb les refineries de petroli a la vall de l'Ems i del Ruhr.
La fàbrica Olympia de màquines d'escriure i equip d'oficina va ser un important creador d'ocupació, que al seu apogeu als anys 1970 ocupava unes 13.000 persones. El canvi del mercat per l'arribada dels ordinadors va portar al seu tancament el 1992, el que va ser un drama social per a la ciutat i els 3600 treballadors que hi quedaven aleshores. A l'antiga fàbrica es va crear un nou centre d'empreses industrials Technologie Centrum Nordwest que mica en mica anà creant nous llocs de treball, però la reconversió es va fer molt a poc a poc, el 2016 hi havia una seixantena empreses i 2600 llocs de treball. Tot i això, les destrosses de la guerra, la desindustrialització i la reducció de les forces armades van fer que mai no va tornar als 133.000 veïns que tenia el 1940, que quasi s'han reduït a la meitat el 2016.

## Llocs d'interès
- La platja «Südstrand»
- El port de mar profund Jadeweserport
- El Kaiser-Wilhelm-Brücke (1907), un dels ponts giratoris més grans d'Europa
- La casa de la vila (1929), de l'arquitecte Fritz Höger, amb una torre d'aigua integrada
- Els burgs medievals Burg Kniphausen i Sibetsburg
- El monument a l'emperador Guillem
- Els parcs urbans i les reserves naturals Bordumer Busch, Voslapper Groden-Nord i Voslapper Groden-Süd

## Fills Il·lustres
- Heinz Prüfer (1896-1934), matemàtic.